# テーブルタップ

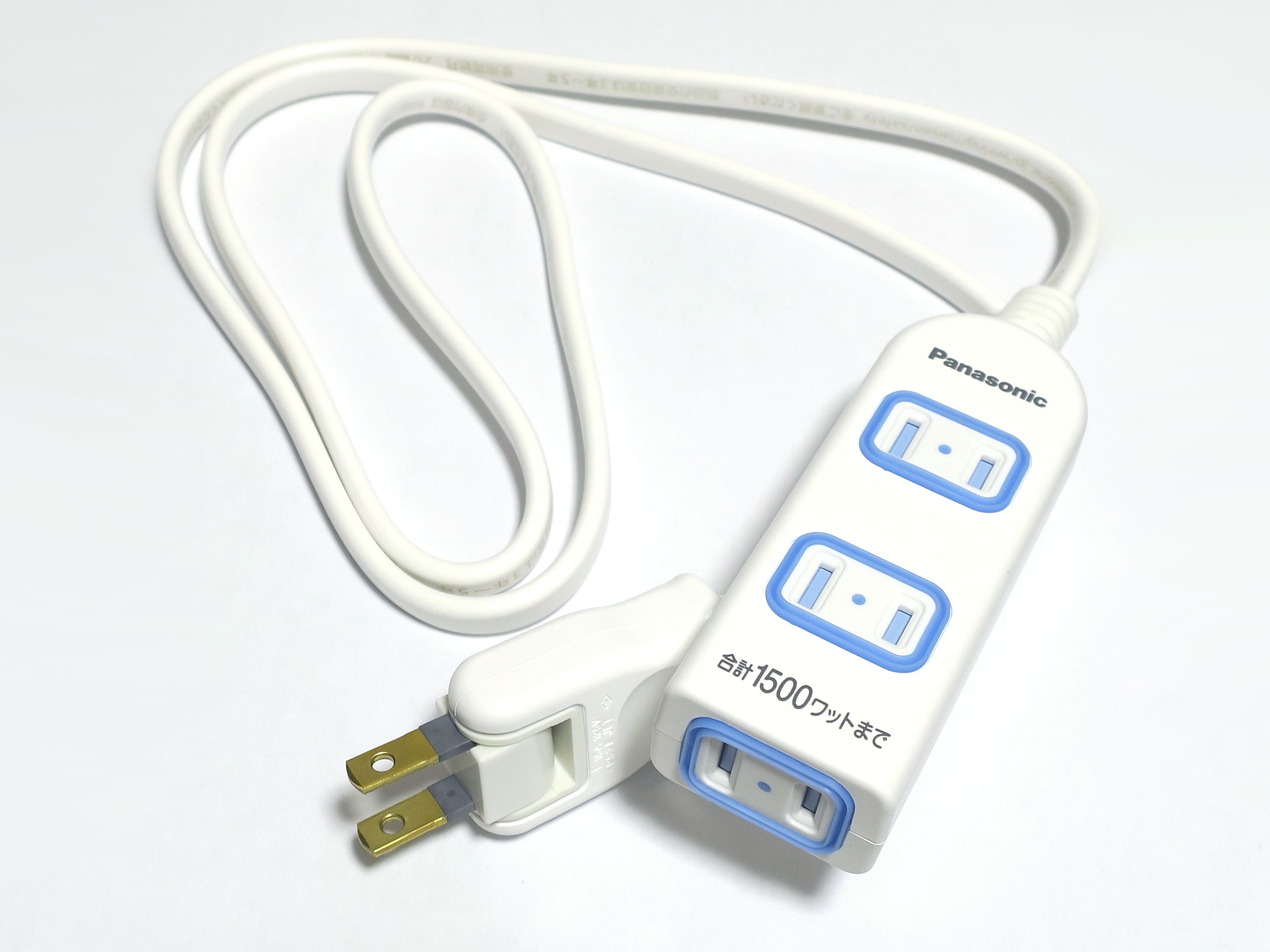
日本のテーブルタップ

テーブルタップ（英: adapter, power strip, extension cord, extension lead）とは、コンセントから離れた場所の電気器具、あるいは複数の電気器具に電力を供給するための電気器具である。
テーブルタップは和製英語である。

## 概要
通常のテーブルタップは、コードの片側に差込プラグが、反対側にコンセントがついており、電源タップ、延長コードとも呼ばれる。
延長する機能がなく、その場で複数に分岐するものもある。日本で1962年に当時の松下電工が発売した三角タップ（三角形で2個口のもの）、トリプルタップ（箱形で3個口のもの）である。コーナータップとも呼ばれ、専門的には栓刃式マルチタップという。
自身も電気器具だが単なる配線であるので、電線等材質の抵抗損失以外、理論上は電力消費はない（後述のパイロットランプ付きでは微弱な電力を消費する）。
コンセントの口数が1つで単純にコードを延長するだけのものもあるが、一般的には複数の口数がある。家庭用のものとしての主流の仕様は国や地域によって異なり、日本では電圧125Vまで、電流15Aまで、最大定格容量は1500Wまでのものが多い。コードの長さは目的により10cmから20m程度まで幅広くラインナップされている。
日本では電気用品安全法の特定電気用品に区分されている。
材質はABS樹脂が一般的に用いられるほか、難燃性向上のため尿素樹脂（ユリア樹脂）を用いる例がある。
日本のテーブルタップ市場は1990年代初頭の時点で製造元が5社程度と限られ、中でも現在のパナソニックが過半数のシェアを有していた。しかし1990年代半ば頃からパソコン周辺機器メーカーの参入や、ホームセンターにおけける海外製の安価な製品の流通により、価格面や機能面での競争が激化している。

## 付加的機能

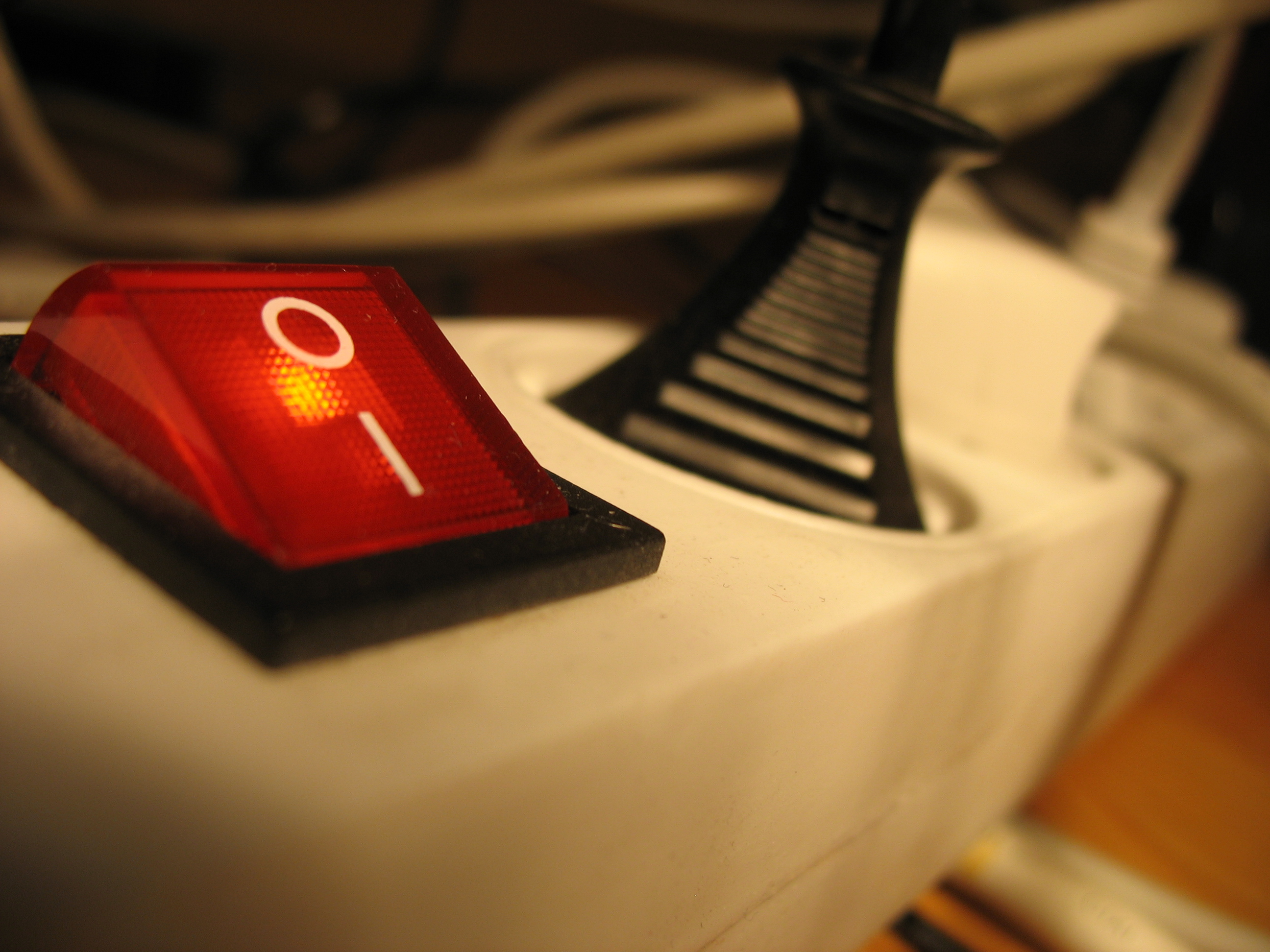
パイロットランプを内蔵したスイッチ

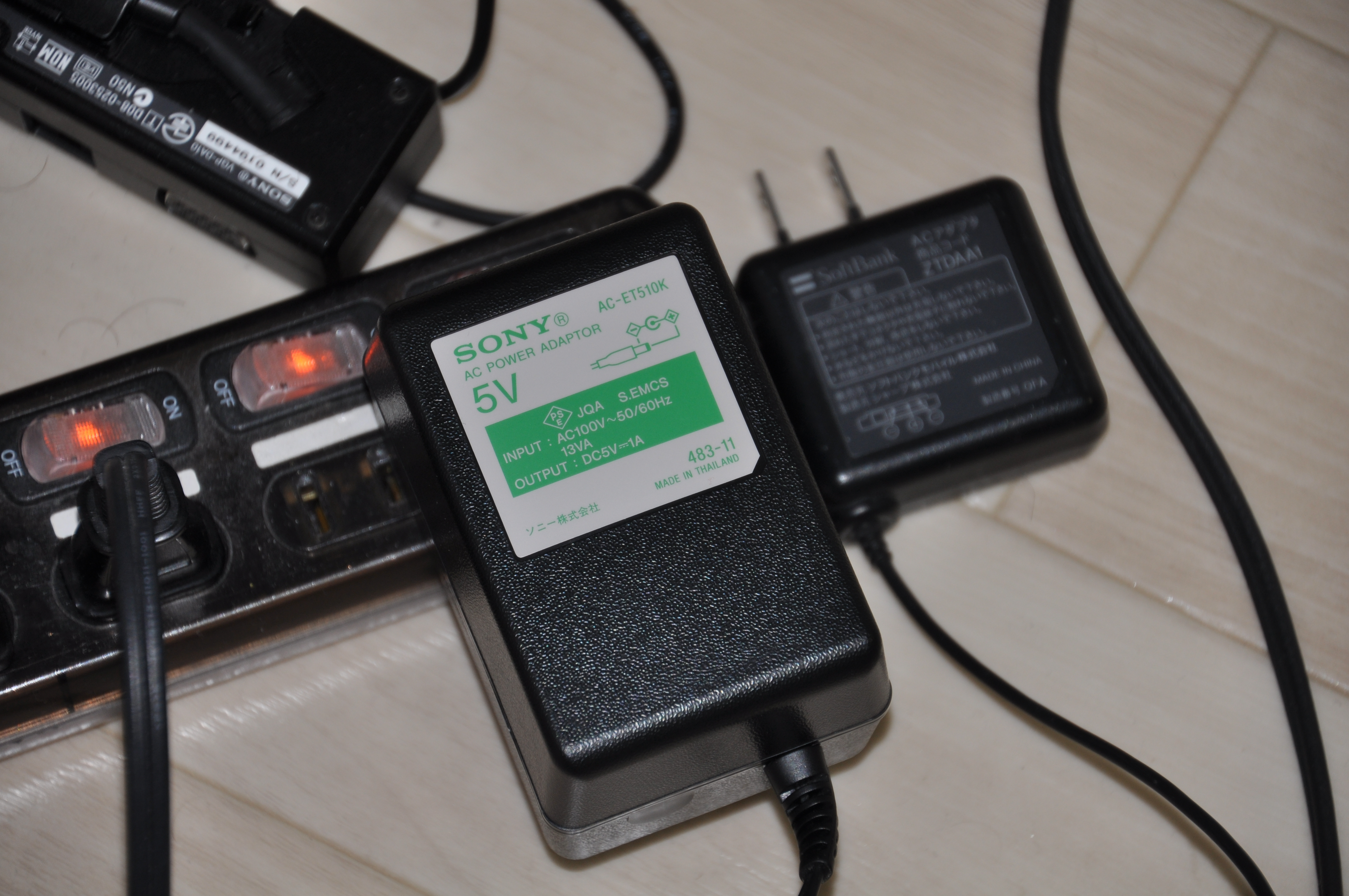
ACアダプタが隣接するコンセントにはみ出している例

付加的な機能として次のようなものがある（ただし、すべての製品に必ず付いている機能ではない）。
プラグ抜け防止機構
プラグを差し込み、ひねるとコンセント内部でロックがかかり抜けにくくするもの。
スイッチ
全体スイッチの場合と、個別スイッチの場合がある。全体スイッチの場合は、接続機器すべて。個別スイッチの場合は、コンセントごとにスイッチがあるため、特定の機器（あるいは全体）の電源を容易にON・OFFにできることから、使用しない機器のプラグを抜いた状態と同じになり、待機電力を0Wにする事ができる。スイッチは通常、両切タイプ（接地線と非接地線の両方をON・OFFする）を使用するが、安価な製品は、コストカットのため、片切タイプ（非接地線のみON・OFFする）が使用されている場合もある。
パイロットランプ
前述のスイッチがONになっている場合に点灯して、通電していることを視認させる場合と、タップ自体に通電していることを視認させる場合がある。2013年現在では、ほとんどLEDが使われている。スイッチの通電表示の場合、近年では物理的にONの時に「入」表示、OFFの時に「切」表示になる印刷マークをつけているものもあり、パイロットランプを無くし、消費電力を更に抑えた製品も登場してきている。
シャッター
コンセントの差込口にシャッターを付け、プラグが差し込まれていない未使用時に、中の電気接点部分にホコリや虫が入るのを防ぎ、トラッキング現象による発火の発生率を下げる。また左右両方のプラグが同時に差されないと、シャッターが開かないタイプもある。シャッターがない場合は、未使用のコンセントに刺すプラグ型の蓋も、安価な商品として販売されているが、1年程度での交換が必要である。
簡易防水コンセント
プラグが差されている時に、絶縁ゴムのカバーでプラグを覆い、防水（ただし水滴がかかる程度）機能を持たせたものもある。
雷サージ防御
落雷により、製品および接続機器の耐性を超える電圧および電流が流れたときに、電柱→宅内ブレーカー（このブレーカーの遮断反応が早かった場合、被害を免れる事もある）→壁等のコンセントから侵入する雷による過電圧・過電流を、内蔵のブレーカーの反応により遮断するか、バリスタ等のサージ防護素子に逃がして、接続されている機器を過電圧・過電流から守る。しかし、雷のエネルギーはもともと、電圧は1億V、電流は1000A - 20万Aに達するものであり、避雷の設備がない建物への直撃雷や、ブレーカーの耐性を超えた誘導雷に対しては、相手のエネルギーが大きく勝り、まったく無力である。
また、雷サージ防御機能搭載を謳っていても、サージ防御力に乏しい性能しか発揮しない優良誤認製品もあり、その場合、直撃雷や大きな誘導雷でなくても、接続している機器が壊れることがある。なお、一度雷を受けた場合は、雷サージ防御装置、とくにバリスタ等のサージ防御素子は自らが自壊して、接続機器を守るため、2度目の雷には対応できない事が多い。またテーブルタップの他の部分も、過電圧や過電流で損傷を受けている可能性が高い。
サーキットブレーカー
定格電力を超えて使用すると、部品が過熱し、発火につながる危険性があるため、製品に過電流ブレーカーを内蔵し、定格電力を超えた時に作動し、電気を遮断する。この場合は雷サージとは比較にならない低ダメージのため、ブレーカーをリセットすれば、再使用できる。
アース線・接地極付きコンセント
機器の漏電が発生したときに、3Pプラグの接地極（普通のプラグの間に金属棒がついたプラグ）と内部接続されたアース線を通じて、地面に漏電を逃がし、機器を損傷から守る役目を果たす。接地極付きコンセントをもつ製品は、かならずアース線が付いているが、このアース線を壁のコンセントのアース端子等に接続するか、直接、大地にアースしないと効果はない。
ノイズフィルター
接続機器からのノイズをコンセント側に伝えないフィルターを装備している。家庭内の電線ネットワークを利用した家庭内LANの一形態であるPLCを使用する場合、電線にノイズが混じると、通信速度が低下するため、ノイズを除去することは通信速度の低下阻止に有効である。しかし、大抵の家庭内には複数のコンセントがあり、一つのコンセントからのノイズ侵入を防いでも、すべての電線は結局ブレーカーボックスで外部からの供給電線につながっているため、すべてのコンセントに対して対策を施さなければならない欠点がある。また通信手段にADSLを使用している場合は、ADSL機器への電源供給に対してノイズが減ることになり、ADSLの通信速度が電源からのノイズによって低下することが少なくなることがある。
マグネット
鉄製の机やロッカー類にテーブルタップを付けて使用することができる。当然、磁石が効かない木製の机・壁には全く意味がない。
通電連動装置（2013年現在、パソコンおよびその周辺機器専用）
タップに複数のコンセントを装備し、そのコンセントの一つをパソコン接続専用とし、パソコンの電源が入ったときに、その電流変化を検知して、他のコンセントにも電源を供給開始する連動装置を装備している。またパソコンのUSB端子にタップを接続して、パソコンの電源が入ったときに、USB端子にも電源が供給されることを利用して、他のコンセントを連動させて、電源供給するタイプもある。また非連動の常時通電コンセントも同じタップに装備し、パソコン使用開始時に、電源供給を連動させたいモニター等は、連動コンセントに接続し、非連動のコンセントには、FAXなどのパソコンとの連動が必要ない機器を接続し、常時電源を供給する。逆にパソコンの電源が切られたときは、消費電力が一定レベルまで下がったこと（USB方式であれば、USB端子に電源が供給されなくなったこと）を検知し、連動コンセントへの電源供給を停止して、先ほどの例で言えば逆にモニターの電源を切る。ただし、非連動コンセントにはそのまま電源が供給されるため、FAXの送受信に支障がないように停止することがない仕組みになっている。
消費電力表示機能
通電中の機器の消費電力を表示する。メーター表示はアナログ式のほか、デジタル式がある。
ACアダプタ対応
ACアダプタは、幅が広いため、テーブルタップに差すと、隣のコンセントに干渉してしまう。そのため、コンセントの間隔を広げて、その干渉が少なくなるように工夫された製品もある。またACアダプタ用に、普通のコンセントと違う位置（横など）に間隔をあけてコンセントを設けたものもある｡
USB給電対応
スマートフォン・タブレットなど情報機器の充電を目的とした、充電用USB端子を備えるものもある。USB規格の定格電流である5V・500mA（2.5W）の電源供給が可能なもののほか、大きいものでは 5V・2A（10W）に対応したり、9Vや12Vなど高い電圧での電源供給が可能な規格に対応したものが発売されている。

## 特殊なもの

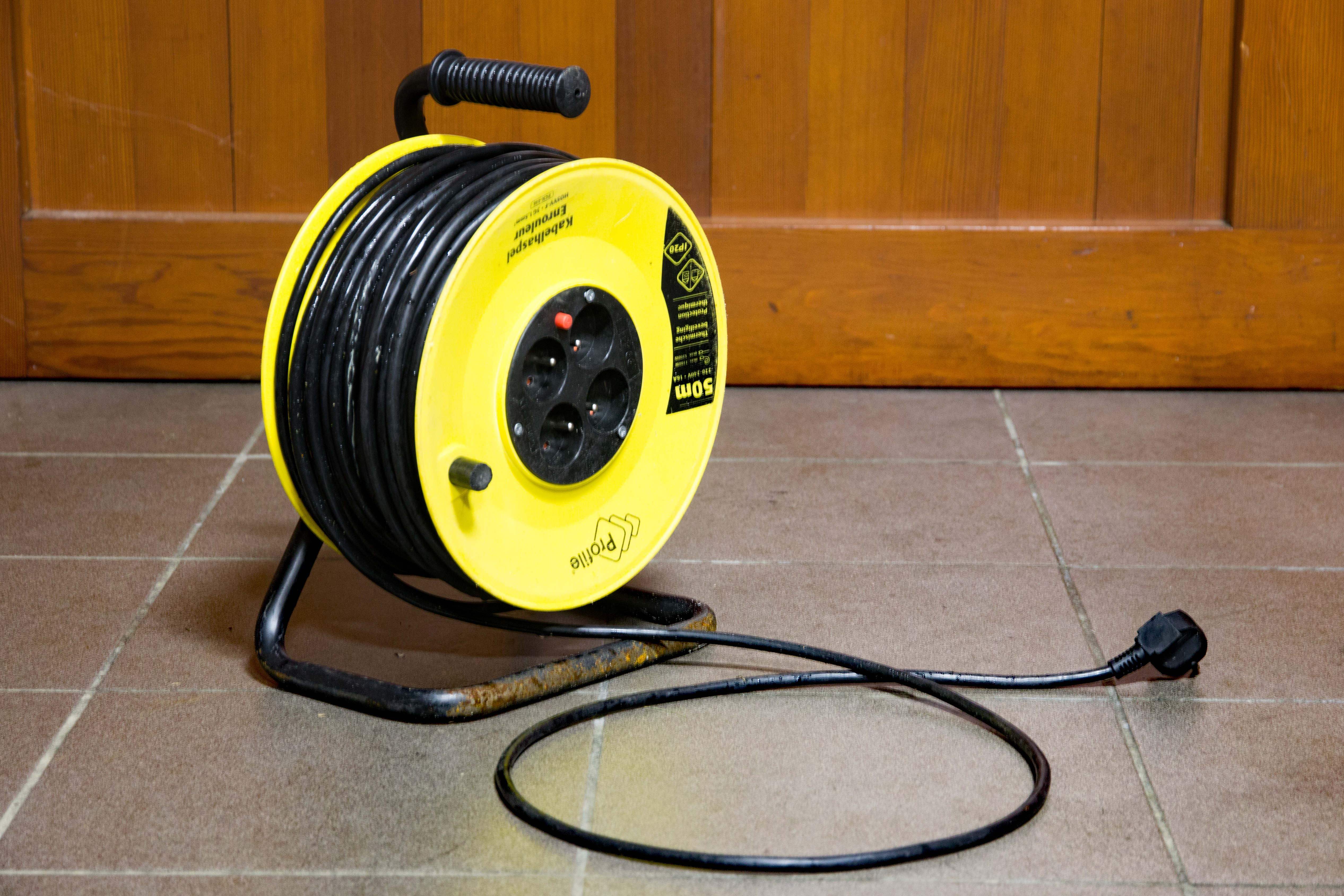

巻き取り型
電工ドラムやコードリールと呼ばれる。前者は工事現場など屋外で用いることが多く、防水形も多い。電線の被覆も丸形で頑丈なもの（キャブタイヤケーブル）が使用される。ただしこれらの被覆は熱に弱いため、使用時にはコードを全て引き出して使用しないと発熱により被覆が溶け、短絡、発火の恐れがある。また工事現場の規則として感電防止のためアース線入り3芯ケーブルの接続コードでないと持ち込み許可が得られない場合もある。
後者は家庭用テーブルタップの巻き取り型を指すことが多い。

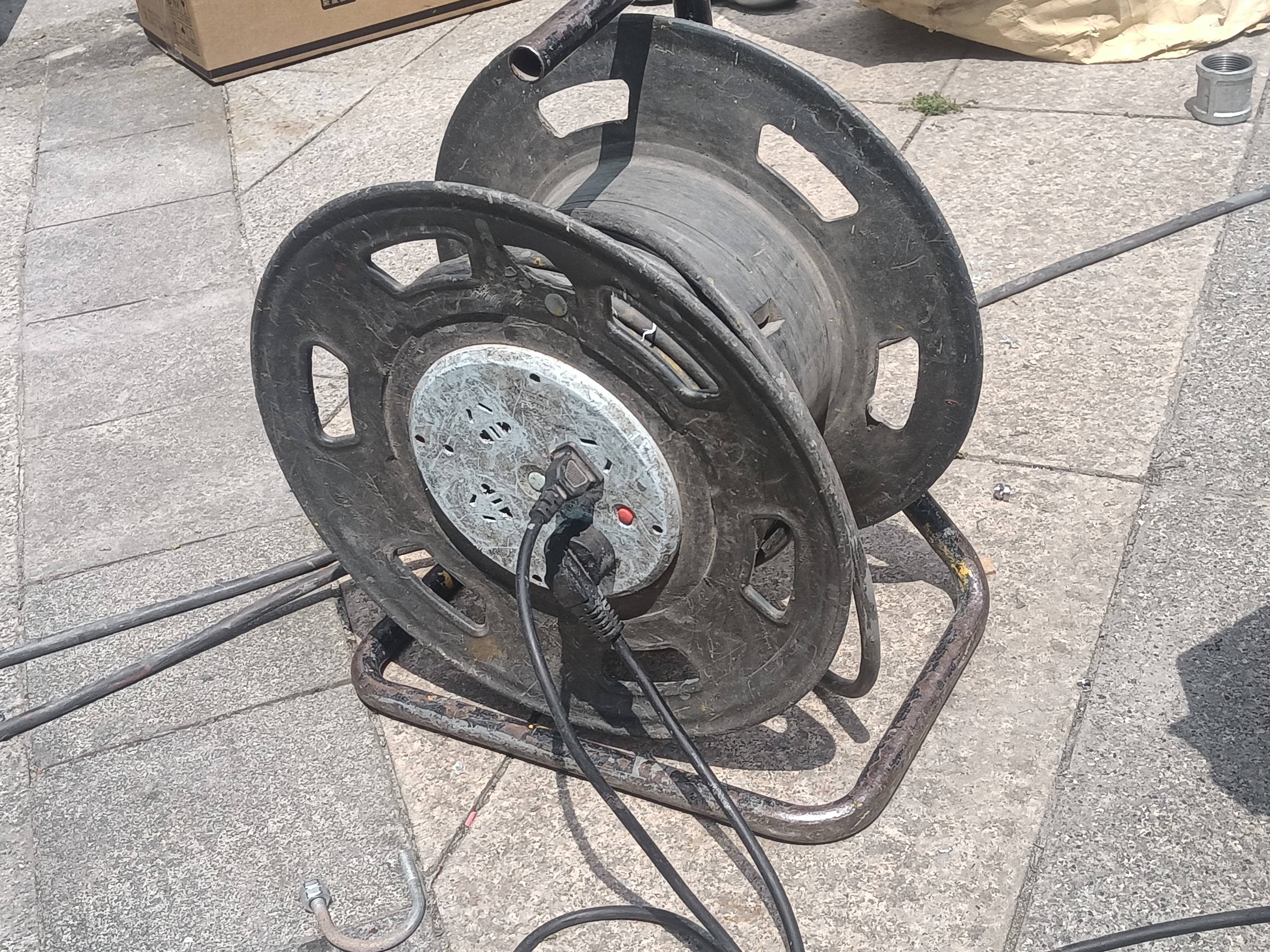
コードを完全に引き出して使用中の電工ドラム
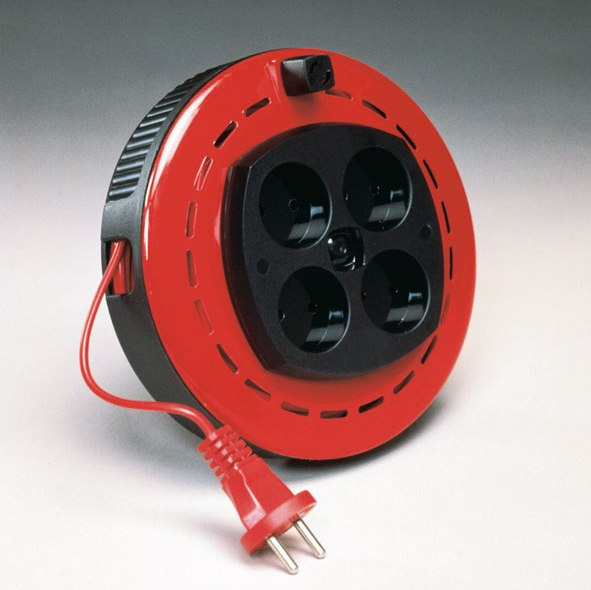
小型のコードリール

OAフロア用（企業向け）
近年オフィスビルなどではLAN配線・電話配線・電気配線を容易にするため、本来の床の上にOAフロアという床上げ部材を敷き詰めて、床と実際足が触れるOAフロアとの間に配線の空間を持たせている場合が多い。そういった空間に設置されるタップは、プラグを使用せず、専用のコネクタでタップの電線を集積し、集積した回路を幹線に接続し、幹線をビルの主電源装置（EPS）に接続する。サーバー等については、直接ビルの主電源装置に直結する場合もある。
19インチラック用
定格、コンセントの数も多く、ラックに半固定して用いる。コンセントバーと呼ばれる。アース、抜け防止付で10口以上ある。また、ラックの中のサーバーは、磁力に弱いハードディスク等を搭載するため、磁力を発生するマグネット固定は使用されず、ネジ止めの場合が多い。

## 使用上の注意点
- 定格を超えた使用は、流れる電気エネルギーがテーブルタップの限界を超えるため、器具にかかる過剰な電気エネルギーが熱に変換され、過熱した部品が器具の耐久限界を超えると発火の原因になる。また多段に使用して電気器具を繋ぐことを俗にたこ足配線というが、たこ足配線自体が危険なのではなく、たこ足配線が危険といわれるのは、コンセント口を水増しし、そこに多数の電気機器をつなぐことで、結果として定格を超えることが多いからである。
- タップの一つのコンセントに、大消費電力の機器をつなぐと、そのコンセントの耐久の限界を超え、合計が定格以下でも、異常発熱が起こることがある。そのため、テーブルタップに、エアコン・アイロン・ドライヤー・電気ポット・電気炊飯器・電子レンジ・電気ストーブなどをつなぐことは発火の恐れがある。また、日本の電気用品安全法に基づく表示（PSEマーク）がついていない商品は、コストを削減するため、中に規格外の部品が使われている事もあり、異常発熱から発火にいたる危険性が高い[17]。
- コードを束ねた状態で使用しない。コードを束ねた状態で使用すると、通電電流によるコード自体の発熱が発散されにくくなり、やがて熱によりコードを絶縁している被覆が溶け心線同士が短絡し、火災の原因になる[2]。コードを踏みつけたり、折り曲げたりといった扱いを過度に繰り返すことも、断線や短絡による火災の原因となる[3]。
- 埃（ほこり）や湿気（水分）にも注意が必要である。埃や湿気で金属同士の絶縁が悪化すると火花放電が発生し、それを繰り返すうちに焼け焦げ、炭化電路（トラック）が形成される。これを「トラッキング現象」という。炭化電路が形成された状態は絶縁が著しく劣化しており大きな火花が出る。これが近接するカーテンなどの可燃物に燃え移ることで火災の原因となる[2]。メーカーによっては、プラグの根元に絶縁処理を施したり、コンセント差し込み口にパッキンやシャッターを取り付けるといった対策を講じている[3]。
- テーブルタップを「固定」して電気配線を行うことは内線規程上不可であるが、容易に取り外し可能な「仮固定」は許容されている。仮固定の一例としては、磁石や吊り下げフック、クランプ状の金具といったものがある[18]。

## 寿命と点検
日本配線システム工業会は、テーブルタップの交換の目安を3年から5年としている。また、同会ではウェブサイトでテーブルタップの安全点検に関するチェックリストを公開しており、下記に引用する。点検で1項目でも異常があれば交換することを推奨している。

1. テーブルタップ、コード、電源プラグは熱くなっていませんか？
2. コードを動かすと、使用中の器具が点いたり、消えたりしませんか？
3. 電源プラグの抜き差しが、ゆるくなっていませんか？
4. 電源プラグの栓刃の根元が焦げたり、溶けたりしていませんか？
5. 本体やコードにひび割れ、キズがありませんか？
6. 電源プラグの栓刃が曲がっていませんか？

—日本配線システム工業会、テーブルタップの安全点検 チェックページ